# Jorge Dominichi
Jorge Dominichi (* 31. März 1947; † 25. April 1998) war ein argentinischer Fußballnationalspieler und arbeitete später als Trainer.
Jorge „El Gori“ Dominichi begann seine Laufbahn 1967 bei CA River Plate in Buenos Aires. Dort spielte er bis 1973 als Rechtsaußen in 132 Spielen und erzielte dabei 8 Tore. Anschließend zog er nach Spanien, wo er bis 1975 für den Zweitligisten Córdoba CF antrat und danach bis 1977 mit dem Elche CF 46 Erstligapartien absolvierte, in denen er einen Treffer erzielte. Er beendete seine Spielerlaufbahn 1978 in Argentinien bei Gimnasia y Esgrima La Plata.
1967 war er der Spielführer der argentinischen Jugendnationalmannschaft, bei der unter anderen auch Enrique Wolff spielte, die bei der U-20 Südamerikameisterschaft in Paraguay den Titel gewann – wenngleich nur durch Losentscheid, nachdem das Finale gegen die Gastgeber mit 2:2 endete. Zwischen 1971 und 1973 trat er auch 13 Mal für die A-Nationalmannschaft an, mit der er 1972 in Brasilien Vierter bei der Taça Independência wurde.
In späteren Jahren trainierte er neben River Plate, einem Verein, der ihm immer am Herzen lag, Instituto Atlético Central Córdoba, Deportivo Maipú in Mendoza und Villa Dálmine in Buenos Aires. Zuletzt war er Trainer bei der Jugend von River Plate und bereiste das Land auf der Suche nach neuen Talenten.
Im April 1998 verstarb er an einem Herzinfarkt im Alter von 51 Jahren. Er wurde auf dem Nationalfriedhof Cementerio de la Chacarita in Buenos Aires beigesetzt. River Plate ehrte ihn mit einer Schweigeminute im Estadio Monumental.